# Jackson County (Severní Karolína)
Jackson County je okres amerického státu Severní Karolína založený v roce 1851. Hlavním městem je Sylva. Leží v západní části Severní Karolíny u hranic se státem Jižní Karolína. Pojmenovaný je podle sedmého prezidenta USA Andrewa Jacksona.

## Sousední okresy
| Růžice kompasu | Swain County       |                                   | Haywood County      | Růžice kompasu |
| Růžice kompasu | Macon County       | Sever                             | Transylvania County | Růžice kompasu |
| Růžice kompasu | Macon County       | Jackson County (Severní Karolína) | Transylvania County | Růžice kompasu |
| Růžice kompasu | Macon County       | Jih                               | Transylvania County | Růžice kompasu |
| Růžice kompasu | Oconee County (SC) |                                   |                     | Růžice kompasu |